# Castelul Foișor
Castelul Foișor este un palat din Sinaia, construit pe fostul Domeniu Peleș. La începutul istoriei sale, Foișorul a fost cabană de vânătoare, fiind folosit de cuplul regal Carol I-Elisabeta până când au putut să se mute în Castelul Peleș. După moartea reginei Elisabeta, Foișorul a rămas un timp nelocuit, fiind luat în folosință de principele moștenitor Carol și de soția sa Elena. Aici s-a născut la 25 octombrie 1921 unicul lor copil, viitorul rege Mihai. 
În timpul domniei lui Carol al II-lea, Foișorul a fost folosit de acesta și principele moștenitor Mihai. Foișorul a fost mistuit în 1932 de un incendiu, fiind refăcut și lărgit de către rege. A fost locuit și de regele Mihai și mama sa regina mamă Elena până în decembrie 1947, aici petrecându-și familia regală sărbătorile de iarnă când Petru Groza i-a chemat la București pentru a discuta o „chestiune de familie”, abdicarea regelui Mihai. 
La fel ca toate proprietățile familiei regale, Foișorul a fost naționalizat în 1948, fiind folosit de protocolul statului. Din cele trei palate de pe domeniul Peleș, Foișorul este singurul care nu a fost deschis vizitării de către publicul larg niciodată. Chiar după retrocedarea Peleșului și a Pelișorului, Foișorul a rămas în proprietatea statului. 